# Igreja do Arcanjo São Miguel de Ladomirová

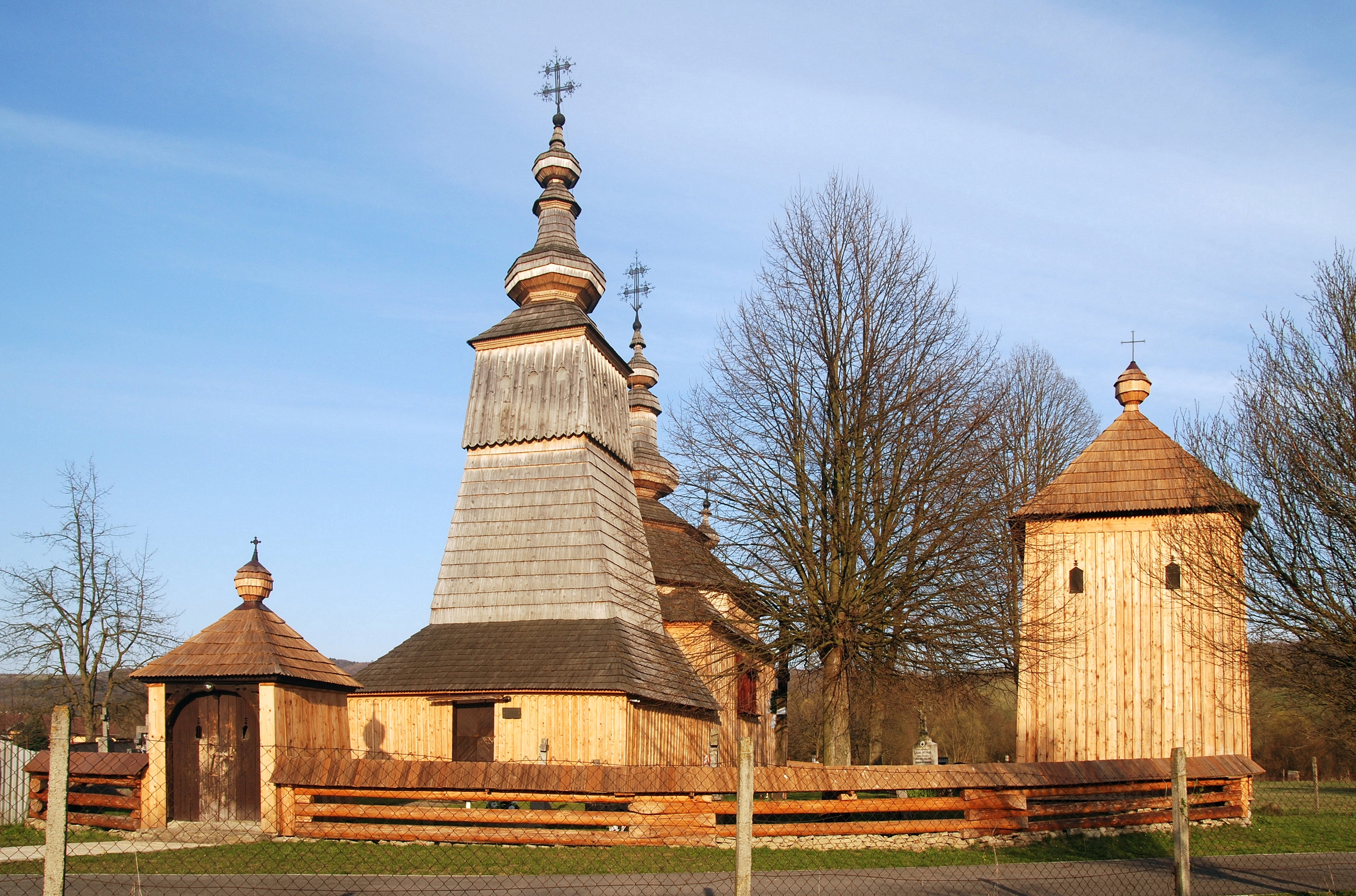
Igreja do Arcanjo São Miguel na aldeia de Ladomirová, Eslováquia.

A Igreja do Arcanjo São Miguel de Ladomirová é uma igreja greco-católica situada na aldeia de Ladomirová.

## História
Acredita-se que uma igreja anterior existia neste lugar em 1600. A actual igreja foi construída em madeira em 1742. Em 7 de julho de 2008, a igreja juntamente com outros sete monumentos foi declarada património mundial da UNESCO sob o nome de "Igrejas de madeira da parte eslovaca da área montanhosa dos Cárpatos".